# 伊拉貝瑞河

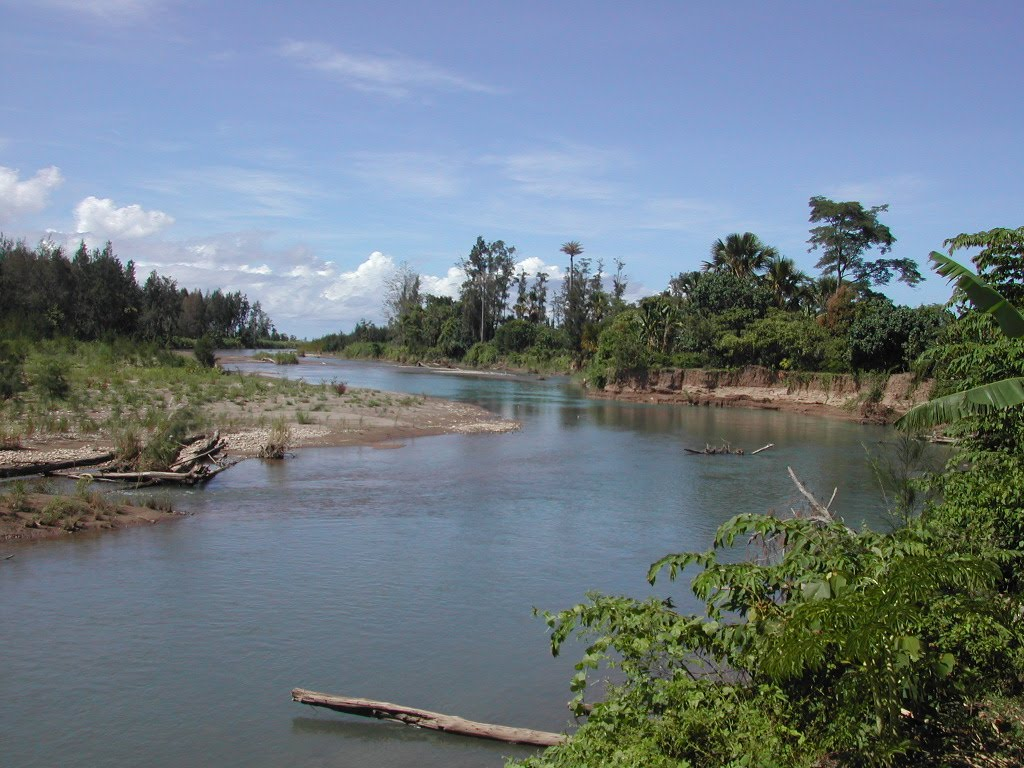
伊拉貝瑞河

伊拉貝瑞河（Irabere River），或稱伊瑞貝瑞河（Irebere River），是東帝汶東南部的一條河流。它向南流入帝汶海，形成東側的勞滕區與西側的維克克區界河。它的河口與鄰近的森林地區設為伊拉貝瑞河口與伊利歐瑪森林重要鳥類保留區。